# James Buis
James Buis MHM (* 19. Juni 1902 in Leiden; † 24. April 1980) war ein niederländischer Ordensgeistlicher und römisch-katholischer Bischof von Kota Kinabalu.

## Leben
James Buis trat der Ordensgemeinschaft der Mill-hill-Missionare bei und empfing am 17. Juli 1927 die Priesterweihe.
Papst Pius XII. ernannte ihn am 18. Januar 1947 zum Apostolischen Präfekten von Kota Kinabalu. Am 14. Februar 1952 wurde er durch Pius XII. zum Apostolischen Vikar in Kota Kinabalu und zum Titularbischof von Astypalaea ernannt. Der Bischof vom Bistum Haarlem-Amsterdam, Johannes Petrus Huibers, spendete ihm am 1. Mai desselben Jahres die Bischofsweihe; Mitkonsekratoren waren Jan Michiel Jozef Antoon Hanssen, Bischof von Roermond, und Eugène Joseph Hubert Lebouille, CM, Bischof von Lulong.
Papst Paul VI. nahm am 1. August 1972 seinen Rücktritt zur Kenntnis.